# Ralph Wells
Ralph E. Wells (nacido el 3 de septiembre de 1940 en Chicago, Illinois y fallecido el 2 de agosto de 1968) fue un jugador de baloncesto estadounidense que jugó una temporada en la NBA, además de hacerlo en la ABL. Con 1,85 metros de estatura, lo hacía en la posición de base.

## Trayectoria deportiva

### Universidad
Jugó durante cuatro temporadas con los Wildcats de la Universidad Northwestern, siendo incluido en su temporada júnior en el segundo mejor quinteto de la Big Ten Conference, tras promediar 14,0 puntos y 4,9 rebotes y en el tercero al año siguiente, tras una temporada en la que promedió 13,7 puntos y 4,6 rebotes.

### Profesional
Tras no ser elegido en el Draft de la NBA de 1962, fichó como agente libre por los Chicago Zephyrs, donde únicamente disputó tres partidos, en los que anotó 2 puntos, y falló los 7 tiros libres que intentó.
Tras ser despedido, fichó por los Pittsburgh Rens de la ABL, pero acabó jugando en los Philadelphia Tapers de la misma liga. Solo disputó dos partidos, en los que promedió 2 puntos y 3 rebotes.

## Estadísticas de su carrera en la NBA

### Temporada regular
| Temporada | Edad | Equipo          | Liga | Pos. | P | TIT | MIN  | TC  | TCA | %TC  | 3P | 3PA | %3P | 2P  | 2PA | %2P  | TL  | TLA | %TL  | R.OF. | R.DEF. | REB | ASIS | FP  | PTS |
| 1962-63   | 22   | Chicago Zephyrs | NBA  |      | 3 |     | 16.0 | 0.3 | 2.3 | .143 |    |     |     | 0.3 | 2.3 | .143 | 0.0 | 2.3 | .000 |       |        | 2.0 | 2.3  | 2.0 | 0.7 |
| Total     |      |                 | NBA  |      | 3 |     | 16.0 | 0.3 | 2.3 | .143 |    |     |     | 0.3 | 2.3 | .143 | 0.0 | 2.3 | .000 |       |        | 2.0 | 2.3  | 2.0 | 0.7 |